# Juan Lucas de Pinto
Juan Lucas de Pinto o del Pino (Burgos, 1529 - 1624) fue un escritor y sacerdote católico español, religioso trinitario y redentor de cautivos.

## Biografía
Juan Lucas de Pinto nació en 1529 en Burgos, en la Corona de Castilla. Ingresó en la Orden de la Santísima Trinidad y de los Cautivos en el convento de su ciudad natal, en 1553, donde profesó sus votos religiosos (1555) y fue ordenado sacerdote. Fue considerado uno de los religiosos más observantes de la provincia de Castilla, por lo que desempeñó los cargos lector de Filosofía y Teología, presentado y maestro de estudiantes. Fue nombrado ministro de la comunidad de Burgos en dos ocasiones y redentor en una. Llevó a cabo una redención de cautivos, consiguiendo la libertad de 84 cristianos de manos de musulmanes. Murió a los 95 años en el convento de los trinitarios de Burgos.
Juan Lucas de Pinto escribió una obra titulada Itinerario del hombre cristiano para el cielo.